# Anomalon cotoi
Anomalon cotoi là một loài tò vò trong họ Ichneumonidae.